# Рамон Сайдин
Рамон Сайдин Маркес Стърлинг (на испански: Ramón Zaydín y Márquez Sterling) е кубински политик. Той е втори министър-председател на Куба от 1942 г. до 1944 г.

## Биография
Завършва право в университета в Хавана и работи като адвокат и нотариус.
От 1920 до 1926 г. е депутат в Камарата на представителите от Либералната партия. Първоначално е привърженик на преизбирането на Херардо Мачадо за президент на Куба, но след това се противопоставя на промяната на конституцията от 1901 г. и в крайна сметка се оказва в редиците на опозицията през 1930 г.
Ръководи вестник El Pais и е избран за сенатор и лидер на Партията на републиканското действие на Мигел Мариано Гомес (1936 г.). Той е делегат на Конституционното събрание от 1940 г. и е един от авторите на новия Основен закон. Избран е за председател на Камарата на представителите.
Между 1942 и 1944 г. е министър-председател на Куба.
През 1944 г. е кандидат за вицепрезидент от Демократическата социалистическа коалиция, но претърпява поражение на изборите. През 1948 г. е избран за сенатор от либерално-демократическата коалиция Камагуей.
Бивш професор в Юридическия факултет на университета в Хавана.
Противопоставя се на държавния преврат от 10 март 1952 г. на Фулхенсио Батиста и подава жалба за противоконституционност в Съда за конституционни и социални гаранции.
Принуден да емигрира в Испания, където прекарва остатъка от живота си.